# Сегай Михайло Якович
Миха́йло Я́кович Сегай (31 березня 1923, Київ — 1 травня 2013, Київ) — український правознавець-криміналіст, доктор юридичних наук — 1970, професор — 1972, заслужений діяч науки і техніки України — 1993, академік Академії правових наук України — 2000.

## Життєпис

Меморіальна дошка Михайлу Сегаю на фасаді будинку, де він мешкав (вулиця Інститутська, 27/6)

Учасник Другої світової війни, в червні 1941 направлений на курси командирів-артилеристів, служив на посаді командира взводу 71-го гвардійського мінометного полку. У червні 1942 його підрозділ воював під Вовчанськом у складі Південно-Західного фронту. У вересні 1942 року його підрозділ зазнав значних втрат в боях під Сталінградом та прибув на переформування до Москви, на той час він був у званні старшого лейтенанта, призначений командиром батареї «Катюш». У листопаді знову на передовій — в боях під Богучаром та Сталінградом. Згодом — капітан, начальник штабу дивізіону «катюш» 303-го гвардійського мінометного полку, брав участь в Курській битві та боях за Харків. Нагороджений орденами Червоної Зірки, Вітчизняної війни 1-го та 2-го ступенів, Богдана Хмельницького 3 ступеня, 12 медалями, з них — «За визволення Варшави», «За взяття Берліна».
1950 року закінчив юридичний факультет Київського університету, працює в Київському науково-дослідному інституті судових експертиз, із 1952 — старший науковий співробітник, 1955 — завідувач відділу криміналістичних досліджень, 1959 — кандидат юридичних наук, 1963 — заступник директора по науковій роботі, 1983 — головний науковий працівник.
1992 — член-кореспондент Академії правових наук України.
З 1994 — вчений секретар Київського регіонального центру Академії правових наук України.
Жив у Києві, в будинку № 27/6 по вулиці Інститутській, де у 2018 році йому була встановлена меморіальна дошка. Помер у 90-річному віці 1 травня 2013 року. Похований на Байковому кладовищі.

## Наукова та громадська діяльність
Від 1995 року входив до складу Комітету законодавчих ініціатив при Президентові України.
Член учених рад по захисту дисертацій Київського національного університету ім. Т. Шевченка та Національної академії внутрішніх справ України.
Член редколегії й один з авторів «Юридичної енциклопедії», «Вісника Академії правових наук України», збірника «Криміналістика та судова експертиза».
Член міжвідомчої Координаційної ради з проблем судової експертизи.
Фахівець в царині криміналістики, судової експертології та інформатизації судочинства, є одним з фундаторів теорії кримінальної ідентифікації. Очолював системні розробки методик криміналістичних досліджень виробів масового виготовлення, сучасних знакодрукуючих пристроїв, латентних слідів рук.
Як педагог підготував 2 докторів та 20 кандидатів наук. Серед учнів Михайла Сегая — Григорій Прохоров-Лукін, Олександр Онисько, Віктор Стринжа.

## Наукові роботи
Автор понад 250 праць, з них:
- 1970 — «Методологія судової ідентифікації»,
- 1981 — «Судові експертизи», у співавторстві
- 1983 — «Методика трасологічного дослідження виробів масового виробництва», у співавторстві,
- 1987 — «Сучасні можливості судових експертиз у світлі досягнень науки і техніки», 1991 — «Тотожність самому собі»,
- 1992 — «Юридична наука і освіта в Україні», у співавторстві,
- 1997 — «Судова експертиза матеріальних слідів-відображень (проблеми методології)»,
- 2000 — «Концептуальні засади інформатизації судочинства»,
- 2003 — «Судова експертологія — наука про судово-експертну діяльність»,
- «Про судову експертизу» — 2005, 2010,
- «Криміналістичне дослідження слідів рук людини (праксіологічний аспект)» — 2006, разом з Кобзарем Сергєм Івановичем,
- «Проблеми теорії та практики застосування спеціальних криміналістичних знань у розслідуванні квартирних крадіжок», 2011, разом з Бондарем Володимиром Сергійовичем.